# 자라 라슨
자라 라슨으로도 불리는 사라 마리아 라르손(스웨덴어: Zara Maria Larsson, 스웨덴어 발음: [ˈsɑ̂ːra ˈlɑ̌ːʂɔn] ( 듣기), 1997년 12월 16일~)은 스웨덴의 싱어송라이터이자 댄서이다. 그녀는 2008년, 스웨덴판 《Got Talent》 형식의 프로그램인 《Talang》 시즌 2에서 우승하며 처음 두각을 나타냈다. 이후 2015년 〈Lush Life〉, 2015년 〈Never Forget You〉, 2018년 〈Ruin My Life〉 등을 비롯한 싱글로 국제적인 인지도를 얻게 되었다.
2012년, 자라 라슨은 음반사 텐 뮤직 그룹과 계약을 맺으며 본격적인 음악 활동을 시작했다. 이듬해인 2013년 1월에는 데뷔 익스텐디드 플레이 《Introducing》을 발매했다. 해당 EP는 라슨의 첫 오리지널 싱글 〈Uncover〉를 중심으로 홍보되었으며, 이 곡은 스칸디나비아 지역 차트를 석권하고 스웨덴에서 6× 플래티넘 인증을 받는 등 큰 상업적 성공을 거두었다. 이 성공을 발판으로 그녀는 2014년 데뷔 정규 앨범 《1》을 발표하며 스웨덴 팝 시장에서 확고한 입지를 다졌다.
북유럽에서의 초기 성공 이후, 라슨은 미국 에픽 레코드와 3년 계약을 체결하며 국제 시장 진출을 본격화했다. 그 결과, 첫 국제 음반이자 두 번째 정규 앨범인 《So Good》이 2017년 3월 발매되었으며, 이는 상업적으로 큰 호응을 얻었다. 이후 4년 만인 2021년 3월, 세 번째 정규 앨범 《Poster Girl》을 발표했고, 2024년 2월 9일에는 네 번째 정규 앨범 《Venus》를 발매하였다. 이어 그녀의 다섯 번째 정규 앨범 《Midnight Sun》은 2025년 9월 26일 발매될 예정이다.

## 어린 시절
자라 마리아 라슨은 1997년 12월 16일 스톡홀름 솔나에서 아그네타와 안데르스 라슨 사이에서 태어났다. 《스벤스카 다그블라데트》와의 인터뷰에서, 그녀는 탯줄이 목에 감겨 산소 공급이 차단되어 ‘죽은 상태’로 태어났다고 밝혔다. 라슨은 스톡홀름 남부 엔셰데의 탈크로겐에서 성장했다. 어머니는 간호조무사이며, 아버지는 장교이다. 그녀보다 세 살 어린 여동생 한나가 있으며, 가수이자 밴드 렌닉스의 멤버이다.
라슨이 처음 다닌 초등학교는 구방에스콜란이었으며, 3학년에 로열 스웨디시 발레 스쿨로 전학했다. 이후 스톡홀름의 예술학교인 쿨투라마 중등학교에 다녔다. 그녀는 어릴 적 영감의 원천으로 카롤라 헤그크비스트와 휘트니 휴스턴을 꼽았으며, 다섯 살 때부터 엘비스 프레슬리처럼 ‘불멸’의 존재가 되고 싶다고 말했다.

## 경력

### 2008-2011: 경력의 시작

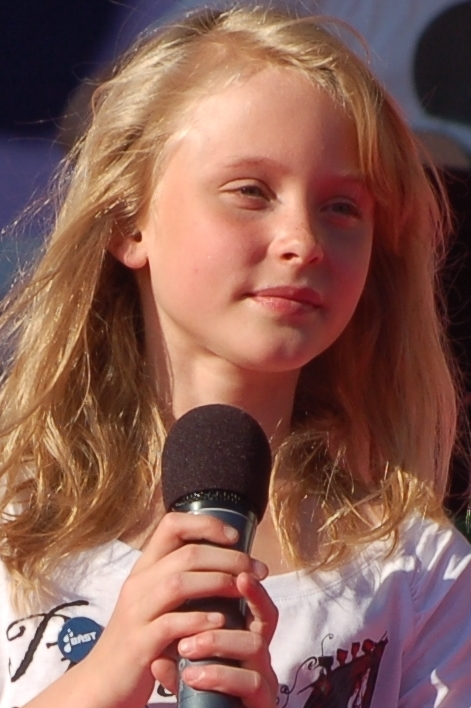
2008년, Sommarkrysset에서의 라슨

2007년, 스웨덴 탤런트쇼 Stjärnskott의 결선에 오른 참가자 중 한명이었다. 2008년, 10살의 나이로 Talang에서 우승하며 상금 50만 크로나(한화 6천 7백만원가량)를 받았다. 우승곡인 "My Heart Will Go On"은 이후 첫 싱글로 발매되었으며 노래 영상은 유튜브에서 1천 5백만번의 조회수를 기록하였다.

### 2012-2014:Introducing,Allow Me to Reintroduce Myself그리고 첫 앨범1
Talang 우승 이후 4년동안 큰 소식이 없었음에도 불구하고 2012년 텐 뮤직 그룹과 계약을 체결하게 된다. 첫번째 EP Introducing 은 수록곡 "Uncover"의 티저를 통해 2012년 12월 9일 처음 공개되었다. 이 EP는 2013년 1월 21일 발매되었고, 총 5개의 곡이 수록되었으며, 리드 싱글로 "Uncover"가 채택되었다. 이 곡은 스웨덴 싱글 차트와 노르웨이 싱글 차트에서 나란히 1위를 차지하였으며, 덴마크 차트에서도 3위를 차지하였다. 또한 그 해 2월에는 스웨덴에서 플래티넘 인증을 3번이나 받으며, 유튜브 조회수는 4천 8백만 회를 넘겼다. Introducing 은 스웨덴에서 12만장의 판매고를 기록하였으며, 3번의 플래티넘 인증을 받았다.
2013년 7월 5일, 두 번째 EP인 Allow Me To Reintroduce Myself 이 발매되었으며, 그 해, 미국의 에픽 레코드와 3년 계약을 체결하게 된다. 2014년 10월 1일 첫번째 정규 앨범 1을 발매하게 되는데 이전에 발매한 EP의 수록곡이 다수 수록되어있다. 스웨덴에서 앨범차트 1위를 기록하며 플래티넘 인증을 받았다.

### 2015~: 두번째 정규 앨범
2015년 6월 5일 두번째 앨범의 첫 싱글인 "Lush Life"을 발매하게 된다. 이 곡은 유럽내에서 큰 히트를 치게 되는데, 스웨덴 국내에서는 2015년 여름 가장 많이 재생된 곡으로 선정되었고 4번의 플래티넘 인증을 받았다. 스웨덴 외 6개국에서 탑 10에 진입하는데 성곡하였다.
그리고 같은 해 7월 22일, 그래미 수상 후보자였던 MNEK과 공동작업한 싱글 "Never Forget You"를 발매하게 된다. 이 곡은 작업한 곡 중 처음으로 영국 싱글 차트에 진입하였으며, 11월 2주차 기준 7위를 기록하고 있다. 스웨덴에서 1위를 차지했으며, 단 2주만에 플래티넘을 인증받았다.

## 예술성과 영향
라슨은 주로 팝을 다루는 가수이다. 또 일렉트로팝, 하우스, 댄스 음악을 다루기도 했으며, 알앤비의 영향도 받았다. 라슨은 본인의 보컬 스타일이 소프라노라고 설명한 바 있다.
그녀는 비욘세를 자신의 가장 큰 음악적 영향으로 꼽았다. 라슨의 스웨덴 내 영향으로는 로빈, 세이너보 세이, 사비나 둠바, 네오 소울 그룹 렉닉스에 속한 라슨의 자매 한나 라슨이 있다. 또한, 그녀의 국제적인 음악적 영향에는 크리스티나 아길레라, 리한나, 더 위켄드, 제이 지, 니키 미나즈, 아리아나 그란데, 지나이 아이코, 레이디 가가가 있다.

## 음반 목록
- 《1》 (2014)
- 《So Good》 (2017)
- 《Poster Girl》 (2021)
- 《Venus》 (2024)

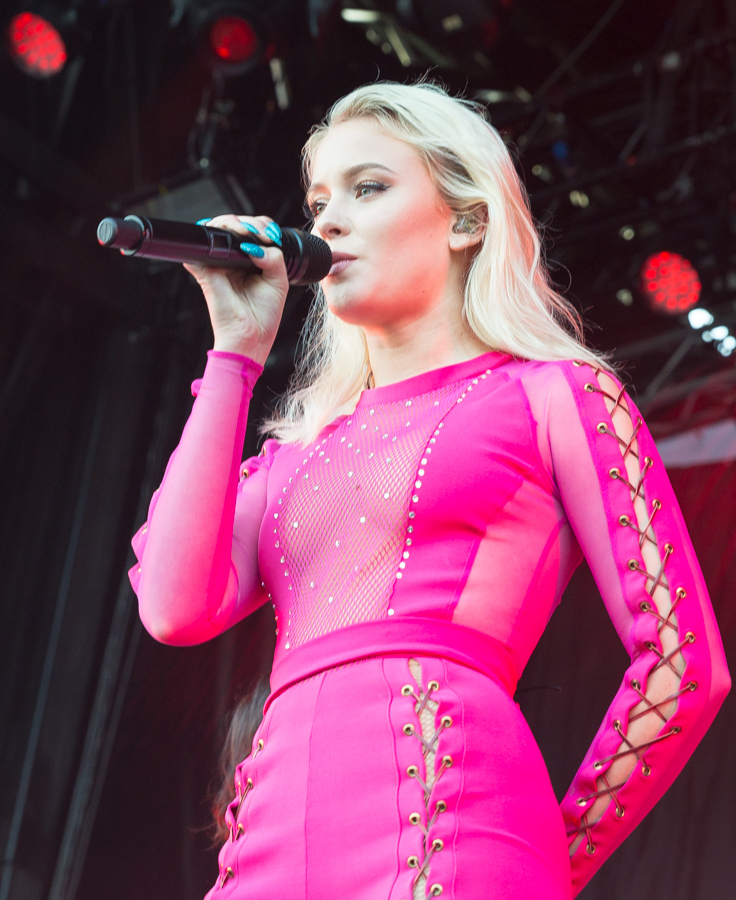
2016년 모습

- 《Midnight Sun》 (2025)

## 투어 목록

### 헤드라이닝
- So Good World Tour (2017–2018)
- Don't Worry Bout Me Tour (2019)
- Poster Girl Tour (2021–2022)[22]
- Venus Tour (2024)
- Midnight Sun Tour (2025)

### 오프닝 공연
- 셰어 로이드 – I Wish Tour (2013–2014)
- 클린 밴딧 – North American Tour (2017)
- 에드 시런 – ÷ Tour (2019)
- 카이고 – Kygo World Tour (2024–2025)
- 테이트 맥레이 – Miss Possessive Tour (2025)[23]

## 수상 및 후보 지명
라슨은 그라미스 4회, MTV 유럽 음악상 4회, 록비외르넨 8회를 포함한 다수의 상을 수상했다. 2023년에는 밤비 시상식에서 '국제 음악' 부문을 수상했다.